# Corredor de dues bandes
El corredor de dues bandes (Rhinoptilus africanus) és una espècie d'ocell de la família dels glareòlids (Glareolidae) que habita deserts i estepes de l'Àfrica oriental i Meridional, a l'est d'Etiòpia, Somàlia, sud de Kenya, nord de Tanzània, sud-oest d'Angola, Namíbia, Botswana, Zimbàbue i Sud-àfrica.
 Alguns autors l'inclouen al monotípic gènere Smutsornis (Roberts, 1922).